# Апраксін Степан Федорович (генерал-фельдмаршал)
Степа́н Фе́дорович Апра́ксін (рос. Степан Фёдорович Апраксин; 30 липня (10 серпня) 1702 — 6 (17) серпня 1758) — російський полководець, генерал-фельдмаршал. В роки Семирічної війни — головнокомандувач російської армії.

## Життєпис
Син стольника Федора Карповича Апраксіна й Олени Леонтіївни Кокошкіної. У дитинстві втратив батька й, після другого браку матері, виховувався в сім'ї свого родича графа Петра Матвійовича Апраксіна. За тогочасним звичаєм 1718 року вступив на службу солдатом у Преображенський полк і за правління Петра II був уже капітаном. Потім перейшов у Семенівський полк і отримав від імператриці Анни Іванівни чин секунд-майора.

### Російсько-турецька війна (1735—1739)
Під час російсько-турецької війни 1735—1739 років перебував під знаменами головнокомандувача Дніпровською армією Бурхарда Мініха. У 1737 році відзначився при облозі Очакова, за що отримав чин прем'єр-майора.
У 1739 році отримав звання генерал-майора із залишенням черговим генералом при фельдмаршалові Мініху.
10 вересня прибув у Санкт-Петербург зі звісткою про взяття штурмом Хотина.

### Перський період
1741 року генерал-майор С. Ф. Апраксін зустрічав на кордоні посольство Тахмас-Кулі-хана, підкорювача Моголу. Після зустрічі Тахмас-Кулі-хана з імператрицею Єлизаветою, наприкінці 1742 року посольство залишило межі Російської імперії.
Невдовзі по тому Степан Федорович був направлений посланцем у Персію.
Після повернення в Росію був генерал-крігскомісаром, віце-президентом Військової колегії.
У 1746 р. отримав чин генерал-аншефа і зроблений підполковником Семенівського полку.
5 вересня 1756 р. С. Ф. Апраксін був зведений у фельдмаршали.

### Семирічна війна
З вступом Росії у війну проти Пруссії, С. Ф. Апраксін був призначений головнокомандувачем російською армією. У травні 1757 року 100-тисячна російська армія вирушила з Ліфляндії в напрямку Німана. Початком військової компанії стали осада і взяття Мемеля 20-тисячною армією генерал-аншефа Вілліма Фермора.
Основні сили російської армії були зосереджені в рійоні Вержболово і Гумбіннена. Скориставшись нерішучістю росіян, фельдмаршал Йоган фон Левальд, попри дворазову перевагу супротивника, вирішив атакувати російський табір. Генеральна битва між російською і пруською арміями відбулась 19(30) серпня 1757 року поблизу Гросс-Єгерсдорфу й закінчилась доволі сумнівною перемогою російського війська.
Попри сподівання на подальший наступ, 27 серпня армія під керівництвом С. Ф. Апраксіна відійшла за Преголю з такою поспішністю, ніби росіяни зазнали поразки. Сам фельдмаршал посилався на труднощі з забезпеченням, що виникли.

### Опала і останні роки
Після відступу генерал-фельдмаршал С. Ф. Апраксін був відсторонений від командування російською армією й потрапив під слідство за звинуваченням у державній зраді. Його було заарештовано у Нарві й ув'язнено в палаці «Три Руки» поблизу Санкт-Петербурга.
Слідство не було доведене до кінця, оскільки під час одного з допитів 6(17) серпня 1758 року (за іншими даними — 1760 року) С. Ф. Апраксін помер внаслідок апоплектичного удару.

## Нагороди
- Орден Андрія Первозванного (1751)
- Орден Святого Олександра Невського (1739)
- Орден Білого Орла